# Liolaemus yalguaraz
Liolaemus yalguaraz — вид ігуаноподібних ящірок родини Liolaemidae. Ендемік Аргентини. Описаний у 2015 році.

## Поширення і екологія
Liolaemus yalguaraz відомі з типової місцевості, розташованої в районі Пампа-Ялгуарас в департаменті Лас-Ерас в провінції Мендоса, на висоті 2325 м над рівнем моря.